# ستيف سميث (دراج)
ستيف سميث (بالإنجليزية: Steve Smith)‏  (و. 1989 – 2016 م) هو راكب دراجة هوائية، ودراج جبلي كندي، توفي في نانيامو إي، كولومبيا البريطانية، عن عمر يناهز 27 عاماً، بسبب إصابة دماغية رضية.
.

## روابط خارجية
- ستيف سميث على موقع أرشيف الدراجات (الإنجليزية)
- ستيف سميث على موقع CycleBase (الإنجليزية)